# DERYtelecom
DERYtelecom était une entreprise spécialisée dans la distribution des services de télécommunications dans plusieurs régions du Québec. Elle se specialise dans les produits de télévision numérique par câble HD, d'Internet haute vitesse (câble et fibre optique) et de téléphonie par câble. L’entreprise est le troisième plus grand câblodistributeur au Québec.
En 2007, DERYtelecom acquiert avec CoopTel le fournisseur en télécommunication Câble Axion. L’achat des parts de CoopTel par DERYtelecom est complété en 2018.
En 2023, Cogeco retire la marque DERY et les services sont maintenant offerts sous la marque de Cogeco.

## Histoire
(juin 2018).
- 1954: Fondation de Vidéo Déry ltée par Gilles Déry à Saint-Raymond
- 1975: Achat du réseau de La Baie (Saguenay)
- 1988: Acquisition du câblodistributeur de Baie-Saint-Paul (Charlevoix)
- 1992: Création de la télévision locale TVDL
- 1995: Acquisition du réseau du Bas-Saguenay
- 1996: 1er fournisseur Internet par câble au Saguenay—Lac-Saint-Jean
- 2002: Un incendie détruit le siège social de La Baie
- 2006: L'entreprise change de nom et devient DERYtelecom
- 2007: Lancement de la Téléphonie par câble
- 2007: CoopTel et DERYtelecom se portent acquéreurs de Câble Axion (Magog)
- 2010: Acquisition du réseau Cablevision (Bas-Saint-Laurent et Montérégie)
- 2013: Acquisition d’une portion du réseau de Cogeco dans le haut du Lac-Saint-Jean
- 2014: Acquisition du réseau Québécois d’Eastlink (Outaouais, Lanaudière, Laurentides et Mauricie)
- 2014: Mise sur pied du Campus DERY, en collaboration avec la Commission scolaire du Lac-Saint-Jean[4]
- 2016: DERYtelecom passe aux mains de quatre de ses directeurs[5]
- 2016: Un incendie ravage la succursale de Saint-Raymond[6],[7]
- 2016: Acquisition du réseau de Teknocom (Laurentides, Outaouais)
- 2017: Acquisition de la Coopérative de câblodistribution de L'Est du Québec (Bas-Saint-Laurent), de Télécâble Groleau (Mauricie), de la Coopérative de câblodistribution de Saint-Léon-de-Labrecque (Lac-Saint-Jean), de la Coopérative de câblodistribution de Taillon et de la Coopérative de câblodistribution de Saint-Fidèle (Charlevoix)
- 2018: DERYtelecom devient l'unique propriétaire de Câble Axion[8],[9]
- 2020: Acquisition par Cogeco Connexion[10],[11],[12]

En 2014, l’entreprise a mis sur pied le Campus DERY, en collaboration avec la Commission scolaire du Lac-Saint-Jean. Elle a inauguré, quelques mois plus tard, un centre d’appels et de service au Saguenay, pour héberger 100 de ses employés.

## Télévisions locales et communautaires
L’entreprise est titulaire des chaînes de télévisions communautaires ci-basses et les diffuses localement à ses abonnés selon les régions où ceux-ci se trouvent.
- TVDL (Saguenay-Lac-Saint-Jean)
- TV-CO (Charlevoix Ouest)
- CJSR (Portneuf)
- TCBH (Bas-Saint-Laurent)
- CTB (Lanaudière)
- CTRB (Lanaudière)